# Lexie Hull
Pour les articles homonymes, voir Lexie (homonymie) et Hull.
Lexie Hull est une joueuse professionnelle de basket-ball américaine née le 13 septembre 1999 à Spokane, dans l'État de Washington.
Elle évolue pour le Fever de l'Indiana qui l'a sélectionnée en sixième choix de la draft WNBA 2022.
Elle participe avec le Rose Basket Club à la première saison d'Unrivaled, une ligue de basket-ball à trois lancée en janvier 2025.

## Biographie

### Jeunesse et études
Lexie Hull naît le 13 septembre 1999 à Spokane, ville située à l'est de Seattle, dans l'État de Washington,.
Elle étudie à la Central Valley High School de Spokane Valley et mène l'équipe de basket-ball à deux titres de champions d'État.
À l'université, elle remporte le championnat de la National Collegiate Athletic Association (NCAA) en 2021 avec le Cardinal de Standford.

### Carrière professionnelle

#### WNBA

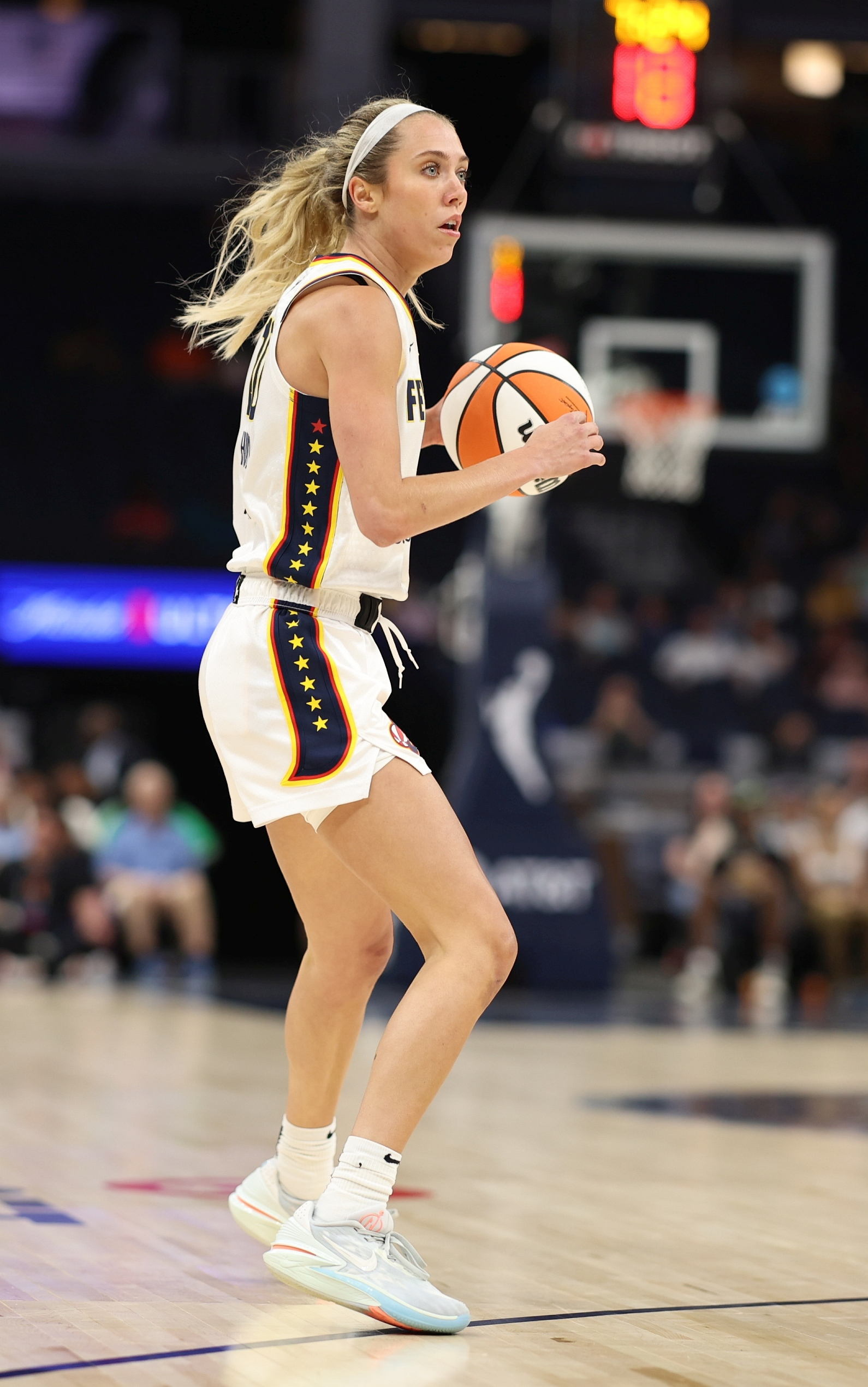
Lexie Hull sous le maillot du Fever.

Lexie Hull est sélectionnée le11 avril 2022 en sixième choix de la draft WNBA par le Fever de l'Indiana et signe son contrat le 17 avril.
Ce n'est que lors de sa troisième saison, en 2024, que Lexie Hull parvient à s'imposer comme un élément clé de l'équipe aux côtés des recrues phares Caitlin Clark et Aliyah Boston. Elle se démarque notamment par son adresse à trois points, réussissant 47,1 % de ses tirs.

#### Unrivaled
Le 30 octobre 2024, la nouvelle ligue de basket-ball à trois, Unrivaled, annonce la participation de Lexie Hull à sa première saison en janvier 2025.
Cette ligue a été créée par Breanna Stewart et Napheesa Collier. Elle réunit trente-six joueuses réparties en six équipes et les matchs ont lieu à Miami. Lexie Hull évolue pour le Rose Basket Club entraîné par Nola Henry.